# East of Eden (série de TV americana)
East of Eden é uma futura minissérie de televisão Zoe Kazan, entrelando Florence Pugh. É uma adaptação do romance de mesmo nome de John Steinbeck de 1952.

## Elenco
- Florence Pugh como Cathy Ames
- Christopher Abbott como Adam Trask
- Mike Faist como Charles Trask
- Hoon Lee como Lee
- Tracy Letts como Cyrus Trask
- Martha Plimpton como Faye
- Ciaran Hinds como Samuel Hamilton
- Joe Anders como Aron Trask
- Joseph Zada como Cal Trask

## Produção
A série é adaptada por Zoe Kazan, cujo avô Elia Kazan adaptou o mesmo livro para o filme de 1955.  Anonymous Content e Fifth Season estão coproduzindo a minissérie de sete episódios para a Netflix . Garth Davis dirigirá os quatro primeiros episódios e será o produtor executivo. Além disso, Laure de Clermont-Tonnerre dirigirá os três últimos episódios. Antoine Douiahy, Antoine Douiahy e Zack Hayden serão os produtores executivos. Florence Pugh foi inicialmente associada ao projeto em 2022 e lidera o elenco e também é coprodutora. Jeb Stuart é co-showrunner ao lado de Kazan.

## Links externos
- East of Eden. no IMDb.

Predefinição:Netflix original upcoming series